# Ворожко Андрій Самсонович
Андрій Самсонович Ворожко (нар. 1 грудня 1921, село Михайлівка, тепер Кремінського району Луганської області — 2 червня 2002, село Михайлівка Кремінського району Луганської області) — український радянський діяч, голова колгоспу. Депутат Верховної Ради УРСР 5-го скликання.

## Біографія
У 1939 році закінчив гірничопромислове училище. Трудову діяльність розпочав у 1939 році електрослюсарем шахти.
Учасник німецько-радянської війни. До 1946 року — у Червоній армії, де служив танкістом (водієм важкого танку), політичним керівником у гвардійській танковій частині. Член ВКП(б).
У 1946—1955 р. — інструктор, завідувач відділу, секретар районного комітету КП(б)У Ворошиловградської області. У 1955 році, у числі «тридцятитисячників», направлений на керівну роботу в колгосп.
З 1955 року — голова колгоспу «Зоря» Ворошиловградської (Луганської) області; голова укрупненого колгоспу імені Калініна села Новокраснянки Новоастраханського (тепер — Кремінського) району Луганської області.
Пізніше працював директором та вчителем історії, малювання і креслення школи села Михайлівки Кремінського району Луганської області.
Потім — на пенсії у селі Михайлівці Кремінського району Луганської області.

## Нагороди
- орден Трудового Червоного Прапора
- орден Вітчизняної війни I ст. (6.04.1985)
- медалі